# Камертон (фильм)
«Камерто́н» — советский двухсерийный телевизионный художественный фильм 1979 года. В фильме использованы рисунки Нади Рушевой. В фильме появляется Александр Градский в роли самого себя. Песня из фильма «Кроха», исполнявшаяся Градским, стала популярной для исполнения во дворах под гитару.

## Сюжет
Герои фильма — ученики девятого класса. Фильм рассказывает о проблемах воспитания подростков в семье и школе; оценке учителями учеников, как личностей; соперничестве в классе за лидерство; чистоте и морали людей. Также в фильме поднимаются темы сложности взросления и первой любви.

## В ролях
- Елена Шанина — Клавдия Сергеевна, классный руководитель
- Борис Сабуров — Григорий Сидорович, учитель
- Андрей Ташков — Лёша Кузьмин
- Ирина Корытникова — Таня Севастьянова, староста
- Василий Фунтиков — Саша Ганушкин
- Анна Надточий — Вера Михайлова (озвучивала Наталья Рычагова)
- Артур Сиротинский — Петя Янковский
- Полина Качура — Лара Белых
- Зинаида Дьяконова — пожилая учительница
- Евгений Иванычев — Фёдор Петрович, отец Лары
- Сергей Сазонтьев — Юрий Васильевич Решетников, режиссёр киностудии
- Люсьена Овчинникова — Мария Фёдоровна, мама Ганушкина
- Г. Потыкалов — Коля Кусков
- Александр Градский — камео[1]

## Награды
- X-й кинофестиваль «Молодость» (1979) — Приз журнала «Новини кіноекрана» актёру А. Ташкову[3]